# Gremi di Sassari estinti o accorpati
Ai tredici gremi che prendono parte alla Faradda di li candareri e ai quattro che erano di candeliere ed oggi sono estinti va aggiunto un altro numero di gremi che partecipavano alla vita di Sassari con le loro feste, bandiere, cappelle dedicate e che oggi sono estinti oppure si sono nel tempo uniti ad altri gremi.
La città di Sassari, secondo gli scritti di Salvatore Pittalis, era la città che aveva il numero maggiore di Gremi. Egli fa una suddivisione per categorie e indica la precedenza nelle processioni a cui tutte le associazioni sassaresi partecipavano.
Molti degli statuti di questi gremi sono andati distrutti e per questo le informazioni che li riguardano risultano frammentarie.
Il Pittalis, nella sua descrizione, suddivide i gremi tra Rustici e Cittadini. Questa suddivisione comprendeva gremi che oggi sono “estinti” o “accorpati”.

## Suddivisione del Gremio degli agricoltori
Secondo il Pittalis questo è il gremio più antico di Sassari, il gremio non è più presente con questo nome ma oltre a Gremio dei massai (oggi il più importante), Gremio dei contadini e Gremio degli ortolani; comprendeva altre maestranze che non si sono dissociate e che sono state assorbite dai gremi oggi esistenti.
Questi sono:
Labradores: coloro che coltivavano le terre affittate dai massai.

Narbonai: Coloro che dissodavano e coltivavano terre incolte.
Non vengono specificate né chiesa di cappella né santi protettori specifici per questi gremi. Il Pittalis segnala solo San Giovanni della Neula come patrono di tutta l'associazione. Oggi è il patrono dei soli contadini.

## Suddivisioni dei lavoratori dei metalli
Il discorso relativo alla suddivisione dei lavoratori dei metalli, è similare a quella degli agricoltori. Tutti i gremi menzionati dal Pittalis avevano come patrono S.Eligio, la festa era, ed è tuttora, il 2 dicembre nella cappella sita nel duomo di Sassari. Delle corporazioni facenti parte del gremio, oggi sopravvivono i soli Fabbri partecipanti alla festa dei candelieri dal 2007 e dotati in epoca recente di candeliere proprio. Gli altri gremi facenti parte della maestranza erano:
Argentai: coloro che appunto lavoravano l'argento (Il Costa li nomina come Argentari e Orafi).

Calderai: coloro che si occupavano di costruire e riparare pentole e casseruole.

Armajuoli: coloro che si occupavano delle armi.

## Suddivisioni del grande gremio dei muratori
Oltre i tre gremi oggi esistenti che si possono ricondurre al grande gremio dei muratori (ossia muratori, falegnami e piccapietre) e riconoscibili dalla bandiera azzurra, erano presenti numerose maestranze minori riconducibili a questa categoria.
Il gremio dei falegnami, dopo la scissione dal gremio dei muratori comprendeva anche: Bastai, Bottai e Sellai. Secondo l'opera Sassari di Enrico Costa, comprendeva anche gli spadai.

## Maestranze affini al gremio dei macellai
Il gremio dei macellai, attualmente esistente, è un gremio attivo a Sassari e possedente un proprio candeliere che dal 2016 e stato ammesso alla discesa con gli altri ceri.
A prescindere dal collegamento che rivendicano con lo scomparso gremio dei mercanti essi collaboravano con un altri gremi. Uno è quello degli scortichini o conciatori (coloro che scorticavano le bestie per lavorarne le pelli), il cui patrono San Bartolomeo è oggi compatrono degli stessi macellai dopo l'unione tra i due gremi. L'altro è quello dei trubbadori cioè coloro che trasportavano le bestie prima dell'avvento dei camion. Rispetto al rapporto macellai-scortichini il Pittalis li segnala in processione con la bandiera celeste. Gli attuali gremianti dei macellai additano questa dicitura come un errore in quanto le bandiere più vecchie del gremio, risalenti al XIX secolo, erano di colore rosso come le attuali.

## Altri gremi estinti o accorpati
Oltre le situazioni precedentemente citate, Pittalis cita altre maestranze presenti a Sassari.

### Medici e speziali
Non ricordati dal Pittalis, avevano sede nella cappella dei Santi Cosma e Damiano nel Duomo, eretta sotto il patronato della famiglia Deliperi alla fine del 500. Nella cappella erano raffigurati anche altri santi medici di cui si è ritrovato dopo un recente restauro solo un Sant'Antioco. Non si conosce la sorte del Gremio né statuti o altre informazioni. 

### Carrolanti
Da non confondersi con i carradori, erano associati ai viandanti e non si hanno grandi notizie su di loro.

### Calzettai
Erano uniti al gremio dei sarti. Prima della scissione, le due associazioni avevano un patrono comune, la Beata Vergine Addolorata, la festeggiavano il 15 settembre e la loro chiesa era quella dei Servi di Maria.

### Associazione della B.V. de La Salette
Questa associazione devota alla Vergine Piangente, con sede nella chiesa del Carmelo e con festa la terza domenica di settembre, viene indicata da Pittalis come “unione di vari cetti cittadini”, senza specificare quali. Pittalis indica per questa associazione la bandiera di colore giallo. Nella chiesa del Carmelo, oggi non si hanno tracce di culto verso la Vergine con questo titolo, la cui apparizione (piuttosto moderna) risale al 1846.
Al contrario del Pittalis, Bianca Maria Pischedda indica quest'associazione (denominata Gremio degli Spazzini) come officiante la propria festa patronale nella chiesa di Santa Maria di Betlem, fino al trasferimento nella chiesa del Sacro Cuore dove annualmente si festeggia la patrona con una solenne processione. Nel 2011 fu restaurata la statua, donando alla comunità parrocchiale una edicola lignea di pregevole fattura dove conservare il simulacro.

### Acquaioli
Questo gremio che raccoglieva i trasportatori di acqua, aveva anch'esso sede secondo il Pittalis nella chiesa del Carmelo. Essi festeggiavano le Anime del Purgatorio e la loro festa cadeva la seconda domenica dopo Pasqua. Lo scrittore associa a questo gremio lo stendardo rosso avana.
Secondo invece alcuni quotidiani locali ripresi dalla studiosa Bianca Maria Pischedda, il gremio aveva la sua cappella nella Chiesa della Trinità, poco distante da quella del Carmelo e attaccata alla Fontana del Rosello, fulcro del lavoro degli acquaioli. Ancora oggi nella prima cappella a destra dell'entrata è presente un simulacro della Madonna del Carmine che libera le Anime ma non può essere associato ad alcun gremio o culto particolare. Un altare dedicato alle Anime del Purgatorio posto simbolicamente presso l'ingresso della chiesa, è infatti comunissimo in moltissimi templi della cattolicità. Nella sola Sassari si ritrova in quasi tutte le chiese.

### Pittori
Da intendersi anche come stuccatori e imbianchini, festeggiavano il loro patrono San Luca nella chiesa di Sant'Agostino, l'8 ottobre se di domenica oppure la domenica successiva. Avevano la bandiera rossa. Nella chiesa di Sant'Agostino oggi non vi sono cappelle o simulacri dedicati a San Luca. 

### Calcinai
Il termine calcinazione infatti può riferirsi sia al procedimento di lavorazione della calce che ad un processo relativo alla concia. Entrambi i mestieri erano ben radicati a Sassari e chi aveva a che fare con pelli e tessuti (sarti e conciatori per esempio) avevano una bandiera gialla. Per quanto riguarda i calcinai questa era bianca.
Infatti nel caso di Sassarese si trattava dei primi. Ancora il Pittalis ci riporta che costoro festeggiavano la Vergine della Misericordia, la cui festività ricorre la seconda domenica di agosto nella chiesa di San Donato.

### Miniatori di pelli
Ricordati dal Costa, essi erano uniti al gremio dei conciatori, non vi sono su di loro altre notizie attualmente.

### Pellicciai
I lavoratori delle pellicce avevano anch'essi la bandiera di colore giallo, avevano la cappella nel Duomo di San Nicola e il loro patrono era San Bartolomeo, lo stesso degli scortichini e oggi compatrono dei macellai.

## Altri mestieri
Enrico Costa, nell'opera “Sassari”, riporta altri mestieri presenti nella città turritana e regolati da uno statuto senza però inserirli in alcuna corporazione o associazione questi sono:
Pescatori: per lo più non sassaresi. Non si ha accenno di gremi legati a questo mestiere; a livello di congetture sarebbero potuti essere parte del gremio dei mercanti. Erano presenti come gremio a Cagliari e Alghero. A Cagliari, il Pittalis li nomina come Barcajuoli (Un'accezione più corretta vorrebbe i Barcajuoli come coloro che scaricavano le merci dalle navi e non come pescatori). In entrambi i casi il patrono era Sant'Elmo.
Corallari: mestiere che a Sassari andò a decadere per la concorrenza con Alghero e Bosa, era a stretto contatto con i mercanti che davano le direttive ai corallari sul corallo che occorreva. Avevano una regolamentazione piuttosto severa.
Altri mestieri di relativa importanza comunque praticati a Sassari erano quello dei: tessitori, arrotini, mastri di molini, tornitori, ottonai, stagnari, candelari e orologiai. Pur non avendone indicazione è possibile che ottonai e stagnari facessero parte della mestranza dei lavoratori dei metalli.